# クレージーの怪盗ジバコ
『クレージーの怪盗ジバコ』（クレージーのかいとうジバコ）は、1967年に制作されたクレージーキャッツ主演の映画作品。
北杜夫の小説『怪盗ジバコ』の映画化である。変装の名人・怪盗ジバコを、クレージーのメンバー全員が “七人一役” で演じた。なお本作の上映時間110分は、『クレージーメキシコ大作戦』の162分、『クレージー黄金作戦』の157分に次いで三番目に長く、二本立てで公開された作品では最も長い。同時上映はザ・ドリフターズ主演『ドリフターズですよ!前進前進また前進』（監督：和田嘉訓）。

## ストーリー
怪盗ジバコ……彼の本名は誰も知らない。肌の色から骨格まで変える巧みな変装術で美女やゴリラにも化けることが出来てしまう。
そんな彼が「日本のホコリを頂戴する」という挑戦状を警視総監のもとへ送りつけた。日本中が色めきだつ中、ジバコ特捜班に任命された明智少伍郎警部と鈴木次郎刑事は何としてでも捕まえてやろうと意気込むが、彼の言う「ホコリ」とは何なのか皆目見当がつかない。折しも日本には世界観光調査団・W.C.W.Cの一行が来日し、羽田空港で歓迎式典が行われるが、その中に紛れて見るからに怪しい日本人風の男が現れた。あからさま過ぎるとスルーする明智に対し鈴木は追跡を開始、そして男は鈴木の前で「我輩がジバコだ」と名乗る。ジバコを逮捕する鈴木だったが、ジバコは得意の変装術で鈴木に化けて警察を騙し、本物の鈴木を警察に拘束させた隙にまんまと逃走に成功する。
そしてジバコは街角で出会った子供達から「スモッグがひどくて外で遊べない」と聞かされ「スモッグを盗んでみせよう」と約束する。さらに歓迎式典で出会った東西観光のコンパニオン・姫野ナナをデートに誘うが、彼女はそれを逆に利用し「私はジバコの恋人」と称して一躍有名人に。一方の鈴木はジバコに再度その姿に化けられたためまたも誤認逮捕されてしまい「紛らわしいから」と理不尽にもクビにされてしまう。失意にくれる鈴木に東西観光の社長が手を差し伸べたものの、実はその社長もジバコの変装だった。いきり立つ鈴木は自らの手でジバコを逮捕すると誓う。その東西観光に、ナナを観光キャンペーンに使いたいとW.C.W.C.から依頼が入る。これでスターになれるわ、と喜ぶナナ。
その頃警視庁には「美術館にある『義経の刀』を頂戴する」というジバコの予告状が届いていた。明智警部は美術館に一大警戒網を敷いて待ち構える。ジバコは東西観光の社長に化けて西へ向かい、その後を鈴木は必死に尾行するが、ジバコはここでも巧みな変装術で鈴木を煙に巻き、美術館へ堂々と入り込む。明智の警戒網を難なく突破したジバコはついに「義経の刀」を手に入れるが、そこで彼はあることに気付く。時を同じくしてW.C.W.Cはナナをモデルに起用したキャンペーン用の写真撮影として寺社仏閣を巡っていた。しかし彼等は撮影と称して、骨董品や美術品を全てニセモノにすり替えていた。実は観光調査団とは表向きの姿であり、その正体は世界を股にかけた窃盗団だったのだ。
義経の刀もニセモノだと見抜いたジバコは、彼を追う鈴木を味方に引き入れ、W.C.W.C.の野望を阻止しようと立ち上がる。

## スタッフ
- 製作：渡辺晋、五明忠人
- 監督：坪島孝
- 原作：北杜夫『怪盗ジバコ』（文藝春秋刊）[注釈 1]
- 脚本：田波靖男、市川喜一
- 音楽：宮川泰
- 撮影：内海正治
- 美術：育野重一
- 録音：刀根紀雄
- 照明：小島正七
- 編集：武田うめ
- 整音：下永尚
- 合成：三瓶一信[注釈 2]
- スチール：中尾孝
- スタジオ：東宝撮影所
- 製作：東宝、渡辺プロ
- 配給：東宝

## キャスト
- 怪盗ジバコ：植木等
- 鈴木次郎：谷啓
- 明智少伍郎：ハナ肇
- 中塚長衛門：犬塚弘
- 老婆：桜井センリ
- 大池の秘書：石橋エータロー
- 彦根検問所の警官：安田伸
- 姫野ナナ：浜美枝
- 眉田洋子：豊浦美子[注釈 3]
- 大池社長：進藤英太郎
- 警視総監：東野英治郎
- アルカ・ホネ：アンドリュー・ヒューズ
- チン・タクト：草川直也
- レロレロ・ヘブン：ロベルト・バルボン
- ウナ・ギーメシ：ハンス・ホルネフ
- ケーリンジャー：桐野洋雄
- 琵琶湖の警官：人見明
- 箱根検問所の警官：青島幸男
- 南小路館長：柳谷寛
- タクシー運転手：広瀬正一
- 白バイ警官：加藤春哉
- 担当大臣：藤田まこと
- 芸者：安藤孝子
- 右翼の大立者：左卜全
- 工員：立川談志
- バンド：アウト・キャスト
- ゴーゴーガール：青山ミチ
- ゴーゴークラブの歌手：木の実ナナ
- ゴーゴークラブの司会者：小松政夫
- ナレーター：名古屋章

## 挿入歌
「ジバコの唄」
作詞：田波靖男
作曲：宮川泰
歌：谷啓
「余裕がありゃこそ」
作詞：青島幸男
作曲・歌：植木等
「恋のフーガ」（英語バージョン）
作詞：なかにし礼
作曲：すぎやまこういち
歌：木の実ナナ
「一日だけの恋」（インストゥルメンタル）
作曲：水谷淳
演奏：アウト・キャスト